# 뉴스로 여는 아침
《뉴스로 여는 아침 김덕기입니다》는 대한민국의 방송국 기독교방송의 라디오 채널 CBS 표준FM에서 월~토 오전 6시 5분 ~ 오전 7시까지 방송됐던 라디오 프로그램이다.
2014년 5월 19일 CBS 라디오 봄 개편으로 기존 "좋은 아침 ○○○입니다"에서 현재의 이름으로 변경되었다.
이전에는 오전 6시 10분에 방송이 시작되었으나 오전 6시 5분에 하던 5분 교계뉴스가 오전 5시 55분으로 이동되어 현재는 5분 앞당겨 시작된다.
그러다가 2016년 4월 23일 CBS 라디오 봄 개편으로 2년만에 폐지되었다.

## 역사
- 2004년 10월 11일 ~ 2009년 2월 28일 - 곽동수의 싱싱경제
- 2009년 3월 2일 ~ 2009년 10월 17일 - 박명규의 싱싱경제
- 2009년 10월 19일 ~ 2010년 5월 8일 - 좋은 아침 이명희입니다
- 2010년 5월 10일 ~ 2010년 10월 9일 - 좋은 아침 정민아입니다
- 2010년 10월 11일 ~ 2011년 11월 5일 - 좋은 아침 최정원입니다
- 2011년 11월 7일 ~ 2013년 10월 26일 - 좋은 아침 김윤주입니다
- 2013년 10월 28일 ~ 2014년 5월 17일 - 좋은 아침 김덕기입니다
- 2014년 5월 19일 ~ 2016년 4월 23일 - 뉴스로 여는 아침 김덕기입니다

## 코너

### 1부
- 조간 브리핑 - 미디어스 김민하 기자
- 날씨 증시 외신 - 김수진 방송인

### 2부
- 굿모닝 스포츠 - 최동철 스포츠 앵커
- 월요일~금요일 - <검색어와 헤드라인> - CBS 성혜리 리포터
- 월요일 - <경제 트렌드> - 한국경제TV 이인철 기자
- 화요일 - <소셜 트렌드> - 장안대 박창환 교수
- 수요일 - <차이나 워치> - CBS 김주명 해설위원장
- 목요일 - <검색어 트렌드> - 노컷뉴스 변이철 기자
- 금요일 - <경제 트렌드> - 한국경제TV 이인철 기자
- 토요일 - <요즘 뉴스> - 미디어오늘 민동기 기자/ 요즘 사람- 장안대 박창환 교수/ 요즘 책 - 출판평론가 홍순철/ 요즘 노래 - 밴드 '와이낫' 전상규

## 같이 보기
- CBS 표준FM
- 기독교방송

| CBS 표준FM                      |                                                  |                                                                 |
| 이전                            | 뉴스로 여는 아침 김덕기입니다(정시 CBS 노컷뉴스) | 다음                                                            |
| 성서강해 (종료 후 5분 교계뉴스) | 뉴스로 여는 아침 김덕기입니다(정시 CBS 노컷뉴스) | 이재웅의 아침뉴스(평일) CBS 아침종합뉴스(주말)                  |
| 오전 5시 30분 ~ 오전 5시 55분   | 오전 6시 5분 ~ 오전 7시                          | 오전 7시 ~ 오전 7시 30분 (평일) 오전 7시 ~ 오전 7시 16분 (주말) |
|                                 |                                                  |                                                                 |